# 1,2,3 for 5
『1,2,3 for 5』（ワン・トゥー・スリー・フォー・ファイブ）は、ゴスペラーズ34枚目のシングル。2009年2月11日にキューンミュージックから発売された。

## 解説
表題曲の「1,2,3 for 5」は、ライブ等で披露すると評判が良く、CD化を熱望されたものがシングル化した楽曲で、収録曲をファン投票によって決めたベストアルバム『G20』では、歴代シングルの中で1位を獲得した。カップリング曲「終わらない世界 2009」は、シングル曲「終わらない世界」をバンドサウンドにアレンジして新録した楽曲で、もう1曲のカップリング曲「I'll Make Love To You」は、ボーイズIIメンの楽曲をカバーしている。

## 収録曲
1. 1,2,3 for 5
（作詞・作曲：酒井雄二／編曲：YANAGIMAN）
2. 終わらない世界 2009
（作詞：安岡優／作曲：村上てつや／編曲：清水信之）
3. I'll Make Love To You
（作詞・作曲：Kenneth Edmonds／編曲：YANAGIMAN）